# Vallées de Nahid
Nahid Valles
Pour les articles homonymes, voir Nahid.
Les vallées de Nahid (désignation internationale : Nahid Valles) sont un ensemble de vallées situé sur Vénus dans le quadrangle d'Henie. Il a été nommé en référence au nom persan de la planète Vénus.